# Christine Herbst
Christine Herbst   (Dresden, 19 de juliol de 1957), de casada Paulick, és una nedadora alemanya, especialista en esquena, ja retirada, que va competir sota bandera de la República Democràtica Alemanya durant la dècada de 1970.
El 1972 va prendre part en els Jocs Olímpics d'Estiu de Múnic on va disputar tres proves del programa de natació. Fent equip amb Renate Vogel, Roswitha Beier i Kornelia Ender guanyà la medalla de plata en els 4x100 metres estils, mentre en els 100 i 200 metres esquena fou setena i cinquena respectivament.
En el seu palmarès destaquen dos campionats nacionals de la RDA, els 100 i 200 esquena de 1972.